# Falling into Infinity
Falling Into Infinity ist das vierte reguläre Studioalbum der US-amerikanischen Progressive-Metal-Band Dream Theater. Es wurde 1997 durch das Major Label Eastwest (Warner) veröffentlicht.

## Entstehung und Stil
Im Vorfeld der Produktion wurde vom damaligen Management der Band und der Plattenfirma erheblicher Druck auf die fünf Musiker ausgeübt (ähnlich wie bei der Entstehung von Images And Words fünf Jahre vorher). Der ausgeprägt verspielte, komplexe und progressive Stil der vorangegangenen Alben brachte nur bedingt einen kommerziellen Erfolg ein. Man wollte nun ein Album kreieren, das zwar weiterhin höchsten musikalischen Ansprüchen genügt, jedoch auch die kommerzielle Komponente bedient, um Dream Theater so zu mehr Airplay im Radio / TV und mehr verkauften Einheiten zu verhelfen. Dieser Umstand wird von der Tatsache untermauert, dass man den erfolgreichen und durch seine unter anderem für Bon Jovi und Alice Cooper geschriebenen Hits bekannten Songwriter Desmond Child für den Song „You Not Me“ mit ins Boot nahm.
Diese neue kommerzielle Ausrichtung kollidierte mit der anspruchsvollen musikalischen Ausrichtung der Musiker, so dass die Band beinahe an diesem Konflikt zerbrochen wäre, wie Mike Portnoy Jahre später preisgab. Die Band überstand die Krise jedoch. Der Albumtitel sollte zunächst Stream of Consciousness lauten, was jedoch von den anderen Bandmitgliedern abgelehnt wurde, da dies zu pompös sei. Der letztendlich gewählte Titel stammt von Petrucci, welcher eher bereit war der kommerziellen Ausrichtung zu folgen als sein Bandkollege Mike Portnoy. Stream Of Consciousness wurde später der Titel eines Instrumentalstücks auf dem Album Train of Thought.
Das Album, welches ursprünglich als Doppel-Album (2 CDs), mit allen Songs (inklusive „Metropolis Pt 2“, das später als komplettes nächstes Album ausgearbeitet werden würde), welche in den Jahren '96 und '97 geschrieben wurden, geplant war, weist auffallend weniger komplexe musikalische Strukturen, dafür zugänglichere, Pop-Rock ähnlichere Grundzüge auf. Die Veröffentlichung von The Falling Into Infinity Demos über YtseJam Records im Jahr 2007 (und 2022 offiziell über InsideOut) enthält das komplette Album in der ursprünglich von der Band vorgesehenen Form. Der erhoffte kommerzielle Erfolg blieb aus, insbesondere was die erste und einzige Singleauskopplung „Hollow Years“ betrifft. Auch heute wird das Album bei Liveshows verhältnismäßig selten bei der Songauswahl berücksichtigt. Das Coverbild wurde von Storm Thorgerson gestaltet.

## Rezeption
Jeremy Ulrey von Allmusic schrieb, nur Hell’s Kitchen und der Mittelteil von New Millennium zeigten, dass die Band ihre Wurzeln nicht vergessen habe, ansonsten bediene sie sich AOR-Klischees. Er vergab drei von fünf Sternen.

## Titelliste
1. New Millennium
2. You Not Me
3. Peruvian Skies
4. Hollow Years
5. Burning My Soul
6. Hell’s Kitchen
7. Lines In The Sand
8. Take Away My Pain
9. Just Let Me Breathe
10. Anna Lee
11. Trial Of Tears

## Ursprünglich vorgesehene Titelliste
1. Raise The Knife
2. Where Are You Now?
3. Take Away My Pain
4. You Or Me
5. Anna Lee
6. Burning My Soul
7. The Way It Used To Be
8. Lines In The Sand
9. Just Let Me Breathe
10. Peruvian Skies
11. Trial Of Tears
12. Cover My Eyes
13. Hollow Years
14. New Millennium
15. Speak To Me
16. Metropolis Pt. 2